# تجارت ادویه

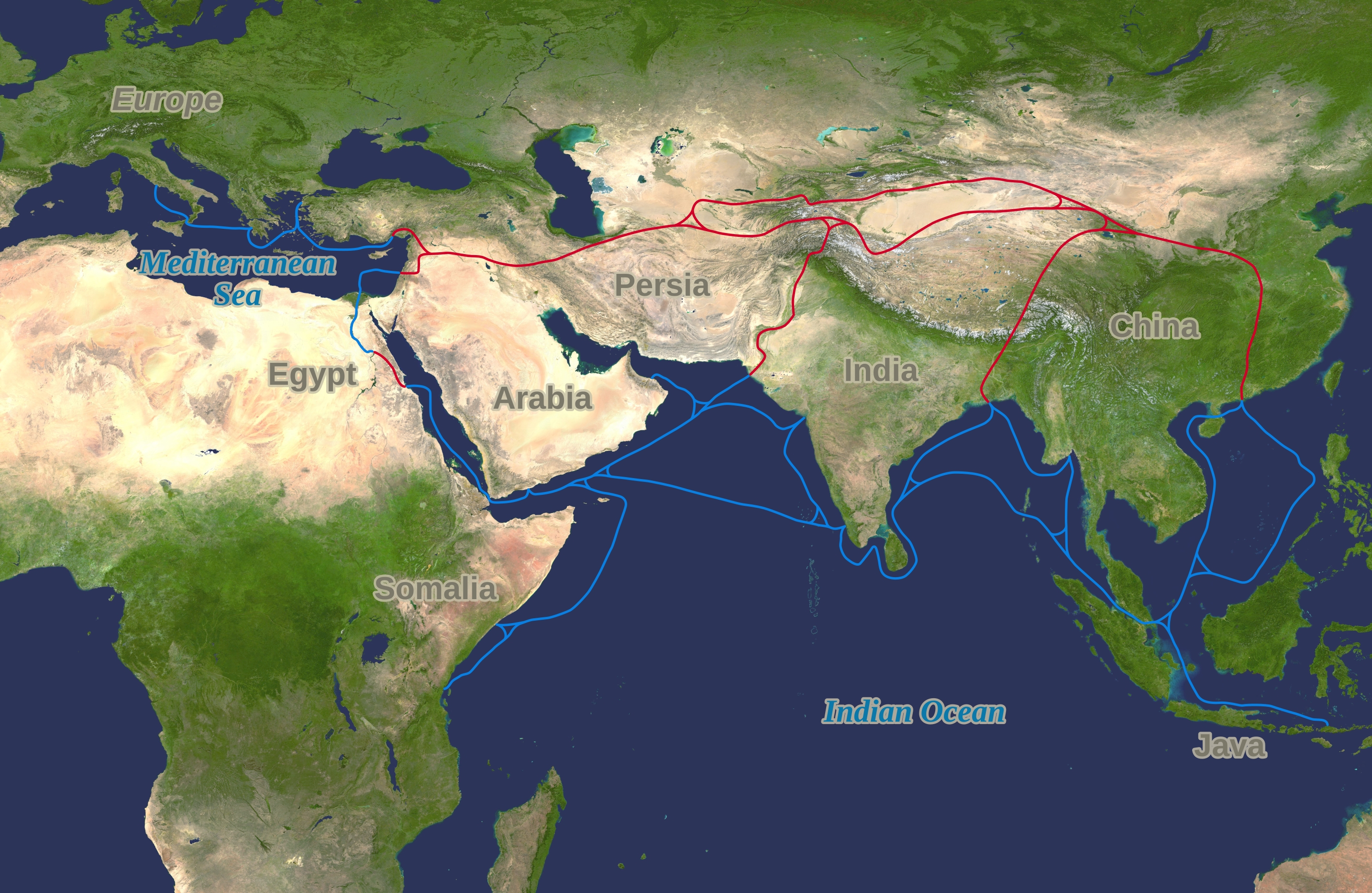
جاده ابریشم (قرمز) و راه‌های تجاری آبی (آبی) که از نظر اقتصادی بسیار مهم بودند توسط امپراتوری سلجوقی مسدود شدند. این مسدودیت اقتصادی یکی از عوامل ایجاد کننده جنگ‌های صلیبی بود و همچنین عامل بسیار مهمی برای شروع عصر اکتشاف و آغاز استعمار اروپا است.

تجارت ادویه شامل تمدن‌های تاریخی در آسیا، شمال شرق آفریقا و اروپا بود. ادویه‌هایی مانند دارچین، کاسیا، هل، زنجبیل، فلفل، جوز هندی، انیسون ستاره ای، میخک و زردچوبه در دوران باستان شناخته شده و مورد استفاده قرار می‌گرفت و در جهان شرق خرید و فروش می‌شد. این ادویه‌ها قبل از آغاز دوران مسیحیت به خاور نزدیک راه یافتند و داستان‌های محلی و عام منابع واقعی این ادویه‌ها را پنهان می‌کرد.

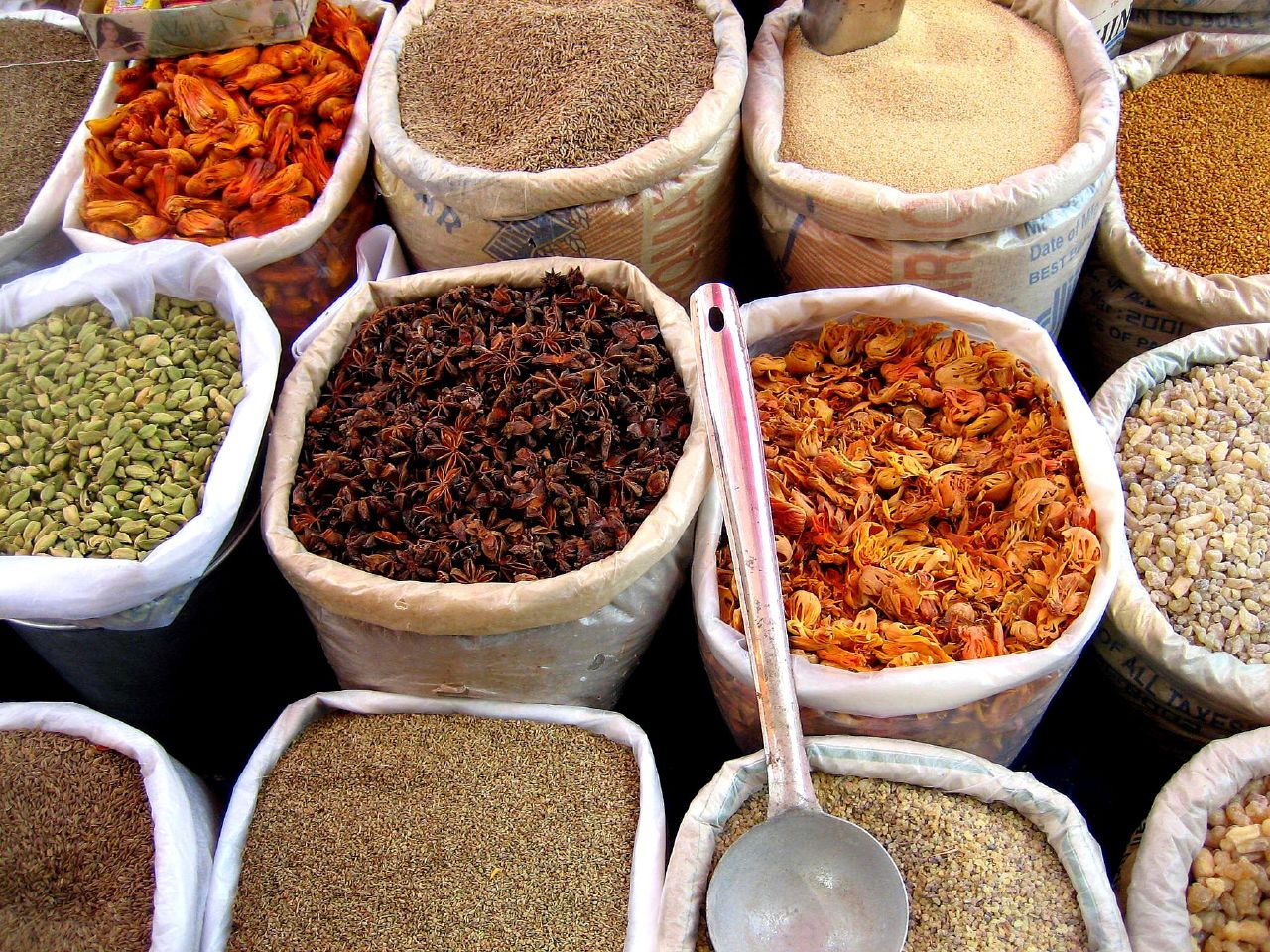
تجارت ادویه از هند توجه دودمان بطلمیوس و متعاقباً امپراتوری روم را به خود جلب کرد.

جنبه دریایی تجارت تحت سلطه مردم آسترونزی در جنوب شرقی آسیا بود. ملوانان اندونزیایی باستانی تا سال ۱۵۰۰ قبل از میلاد مسیرهایی را از آسیای جنوب شرقی به سریلانکا و هند (و بعداً چین) ایجاد کردند. این کالاها سپس توسط بازرگانان هندی و ایرانی از طریق زمینی به سمت مدیترانه و جهان یونانی-رومی از طریق جاده عود و مسیرهای روم-هند منتقل می‌شد. خطوط تجارت دریایی استرونزی بعداً در هزاره اول پس از میلاد به خاورمیانه و شرق آفریقا گسترش یافت و منجر به استعمار ماداگاسکار توسط آسترونزیایی‌ها شد.
در مناطق خاص، پادشاهی اکسوم (قرن ۵ قبل از میلاد تا قرن ۱۱ پس از میلاد) مسیر دریای سرخ را پیش از قرن اول پس از میلاد ایجاد کرده بود. در طول هزاره اول پس از میلاد، اتیوپی‌ها به قدرت تجاری دریایی دریای سرخ تبدیل شدند. در این دوره، مسیرهای تجاری از سریلانکا (Taprobane رومی) و هند وجود داشت، که فناوری دریایی را از تماس اولیه با استرونزی به دست آورده بود. در اواسط قرن هفتم میلادی، پس از ظهور اسلام، بازرگانان عرب تردد در این مسیرهای دریایی را آغاز کردند و بر مسیرهای دریایی غربی اقیانوس هند تسلط یافتند.
تاجران عرب در نهایت تا زمان ظهور ترکان سلجوقی در سال ۱۰۹۰ میلادی، حمل کالا از طریق بازرگانان شام و ونیزی به اروپا را به عهده گرفتند. بعداً ترک‌های عثمانی به ترتیب در سال ۱۴۵۳ مسیر بدست آوردند. مسیرهای زمینی در ابتدا به تجارت ادویه کمک کرد، اما مسیرهای تجارت دریایی منجر به رشد فوق‌العاده ای در فعالیت‌های تجاری به اروپا شد.
تجارت با جنگ‌های صلیبی و بعداً عصر اکتشافات اروپایی تغییر کرد. طی این وقایع تجارت ادویه، به‌ویژه فلفل سیاه، به فعالیتی تأثیرگذار برای تاجران اروپایی تبدیل شد. از قرن ۱۱ تا ۱۵، جمهوری‌های دریایی ایتالیا ونیز و جنوا تجارت بین اروپا و آسیا را در انحصار خود داشتند. مسیر کیپ (Cape Route در آفریقای جنوبی) از اروپا به اقیانوس هند از طریق دماغه امید نیک و توسط دریانورد کاوشگر پرتغالی واسکو دو گاما در سال ۱۴۹۸ طی شد و در نتیجه مسیرهای دریایی جدیدی برای تجارت دریایی اروپاییان ایجاد شد.
این تجارت، که تجارت جهانی را از پایان قرون وسطی به خوبی به رنسانس سوق داد، عصر تسلط اروپا در شرق را آغاز کرد. کانال‌هایی مانند خلیج بنگال به‌عنوان پل‌هایی برای تبادلات فرهنگی و تجاری بین فرهنگ‌های گوناگون عمل می‌کردند، زیرا ملت‌ها در تلاش برای به دست آوردن کنترل تجارت در طول مسیرهای ادویه‌جات بودند. در سال ۱۵۷۱، اسپانیایی‌ها اولین مسیر بین اقیانوسی را بین قلمروهای خود یعنی فیلیپین و مکزیک را که توسط مانیلا گالنون ارائه می‌شد را ایجاد کردند. این مسیر تجاری تا سال ۱۸۱۵ ادامه داشت. مسیرهای تجاری پرتغالی‌ها عمدتاً به دلیل استفاده از مسیرهای باستانی، بنادر و کشورهایی که تسلط بر آنها دشوار بود، محدود بود. هلندی‌ها بعدها توانستند با پیشگامی در استفاده از مسیر مستقیم اقیانوسی از دماغه امید نیک تا تنگه سوندا در اندونزی، بسیاری از این مشکلات را دور بزنند.